# NK Jaska Jastrebarsko
Nogometni klub Jaska je bivši nogometni klub iz Jastrebarskog, osnovan 1925. godine. Klub je kroz povijest više puta mijenjao ime (Slaven, JAŠK, Jastreb, Hajduk, SFD Jaska, NK Jaska). 2021. godine spojen je s klubom NK Vinogradar Mladina u NK Jaska Vinogradar.
Boja dresa NK Jaska bila je plava, a najčešća rezervna boja bila bijela. Klub je pet puta osvajao 1. mjesta u seniorskoj konkurenciji, 1953., 1966., 1973., 1982. i 2011. Osvojeno je i 16 kupova na području Nogometnog središta Jastrebarsko. Mnoštvo trofeja osvojeno je u mlađim uzrasnim kategorijama, kao i u kategoriji veterana, koji su 2018. godine ostvarili svoj najveći uspjeh, osvojivši naslov prvaka Zagrebačke županije, dok su 2017., 2019. i 2020. godine bili županijski doprvaci. 